# Panonychus osmanthi
Panonychus osmanthi är en spindeldjursart som beskrevs av Ehara och Toshikazu Gotoh 1996. Panonychus osmanthi ingår i släktet Panonychus och familjen Tetranychidae. Inga underarter finns listade i Catalogue of Life.